# 雨伞草属
雨伞草属（学名：Darmera）为虎耳草科的一个属。

## 物种
本属包括以下物种：
- 盾叶伞 Darmera peltata (Torr. ex Benth.) Voss[1]